# Englische Frauen-Cricket-Nationalmannschaft in Irland in der Saison 2024
Die Tour der englischen Frauen-Cricket-Nationalmannschaft nach Irland in der Saison 2024 findet vom 7. bis zum 15. September 2024 statt. Die internationale Cricket-Tour ist Bestandteil der internationalen Cricket-Saison 2024 und umfasst drei WODIs und zwei WTwenty20s. Die WODIs sind Teil der ICC Women’s Championship 2022–2025. England gewann die WODI-Serie 2–1, während die WTwenty20-Serie 1–1 unentschieden endete.

## Vorgeschichte
Irland spielte zuvor eine Heimtour gegen Sri Lanka, England gegen Neuseeland. Das letzte Aufeinandertreffen der beiden Mannschaften fand in der Saison 2012 in England statt.

## Stadion
Die folgenden Stadien wurden für die Tour ausgewählt.
| Stadion       | Stadt    | Kapazität | Spiele       |
| ------------- | -------- | --------- | ------------ |
| Stormont      | Belfast  | 7.000     | 1. – 3. WODI |
| Castle Avenue | Clontarf | 3.200     | 1. – 3. WT20 |

## Kaderlisten
England benannte seinen Kader am 27. August 2024.
Irland benannte seinen Kader am 31. August 2024.
| WODI | WODI | WTwenty20 | WTwenty20 |
| Irland | England | Irland | England |
| --- | --- | --- | --- |
| - Gaby Lewis (K) - Alana Dalzell - Sarah Forbes - Amy Hunter (wk) - Arlene Kelly - Joanna Loughran (wk) - Aimee Maguire - Jane Maguire - Leah Paul - Orla Prendergast - Una Raymond-Hoey - Freya Sargent - Rebecca Stokell - Alice Tector | - Kate Cross (K) - Hollie Armitage - Hannah Baker - Tammy Beaumont - Georgia Davis - Lauren Filer - Bess Heath - Freya Kemp - Emma Lamb - Ryana MacDonald-Gay - Paige Scholfield - Bryony Smith - Mady Villiers - Issy Wong | - Gaby Lewis (K) - Ava Canning - Christina Coulter-Reilly (wk) - Sarah Forbes - Amy Hunter (wk) - Arlene Kelly - Aimee Maguire - Jane Maguire - Leah Paul - Orla Prendergast - Una Raymond-Hoey - Freya Sargent - Rebecca Stokell - Alice Tector | - Kate Cross (K) - Georgia Adams - Hollie Armitage - Hannah Baker - Tammy Beaumont - Mahika Gaur - Ryana MacDonald-Gay - Charis Pavely - Paige Scholfield - Seren Smale - Bryony Smith - Mady Villiers - Issy Wong |

## Women’s One-Day Internationals

### Erstes WODI in Belfast
| 7. September Scorecard | Belfast | Irland 210 (46.5) | – | England |
|                        |         |                   |   |         |

Irland gewann den Münzwurf und entschied sich als Schlagmannschaft zu beginnen. Sie verloren früh ihre Eröffnungs-Batterinnen, woraufhin Amy Hunter und Orla Prendergast eine Partnerschaft formten. Hunter gelangen 37 Runs und wurde durch Leah Paul ersetzt. Prendergast erreichte ein Fifty über 76 Runs und Paul 33 Runs. Daraufhin formten Arlene Kelly und Alice Tector eine weitere Partnerschaft. Kelly erzielte 12 Runs und Tector 21 Runs, woraufhin kurz darauf das letzte Wicket des Innings fiel und dieses mit einer Vorgabe von 211 Runs endete. Beste englische Bowlerin war Kate Cross mit 6 Wickets für 30 Runs. Für England formte Eröffnungs-Batterin Tammy Beaumont mit der dritten Schlagfrau Hollie Armitage eine Partnerschaft. Beaumont schied nach 10 Runs aus und die ihr folgende Paige Scholfield erreichte 31 Runs. Kurz darauf schied auch Armitage nach 44 Runs aus und Freya Kemp bildete zusammen mit Bess Heath eine weitere Partnerschaft. Kemp gelangen 26 Runs und nachdem Mady Villiers 13 Runs erzielen konnte, holte Heath (33* Runs) zusammen mit Kate Cross (38* Runs) die Vorgabe im 35. Over ein. Beste irische Bowlerin war Orla Prendergast mit 2 Wickets für 27 Runs. Als Spielerin des Spiels wurde Kate Cross ausgezeichnet.

### Zweites WODI in Belfast
| 9. September Scorecard | Belfast | England 320-8 (50)           | – | Irland 45 (16.5) |
|                        |         | England gewinnt mit 275 Runs |   |                  |

England gewann den Münzwurf und entschied sich als Schlagmannschaft zu beginnen. Für sie etablierte sich Eröffnungs-Batterin Tammy Beaumont. An ihrer Seite eröffnete Emma Lamb mit 18 Runs, gefolgt von Holly Armitage mit 19 Runs. Die hineinkommende Freya Kemp erzielte ein Fifty über 65 Runs und Mady Villiers 14 Runs. Mit dem letzten Ball verlor Issy Wong ihr Wicket nach 15 Runs, als Beaumont bei einem ungeschlagenen Century über 150* Runs aus 139 Bällen stand. Beste irische Bowlerinnen waren Freya Sargent mit 2 Wickets für 60 Runs und Arlene Kelly mit 2 Wickets für 61 Runs. Für Irland erreichte Eröffnungs-Batterin Una Raymond-Hoey 22 Runs, jedoch konnte sich keine weitere Spielerin neben ihr etablieren und so endete das Innings im 17. Over nach einer hohen Niederlage. Beste englische Bowlerinnen waren Kate Cross mit 3 Wickets für 8 Runs und Lauren Filer mit 3 Wickets für 10 Runs. Als Spielerin des Spiels wurde Tammy Beaumont ausgezeichnet.

### Drittes WODI in Belfast
| 11. September Scorecard | Belfast | England 153 (20.5/22)                     | – | Irland 155-7 (22/22) |
|                         |         | Irland gewinnt mit 3 Wickets (D/L method) |   |                      |

Das Spiel begann auf Grund von Regenfällen verspätet und wurde auf 22 Over pro Seite verkürzt. England gewann den Münzwurf und entschied sich als Schlagmannschaft zu beginnen. Für sie begannen die eröffnungs-Batterinnen Emma Lamb und Tammy Beaumont. Lamb gelangen 11 Runs, woraufhin Hollie Armitage mit 15 Runs folgte. Nachdem Paige Scholfield aufs Feld gekommen war, schied Beaumont nach einem Fifty über 52 Runs aus. Scholfield erreichte 21 Runs und Ryana MacDonald-Gay konnte daraufhin noch 17 weitere Runs erzielen, womit die Vorgabe auf 154 Runs erhöht wurde. Beste irische Bowlerin war Aimee Maguire mit 5 Wickets für 19 Runs. Für Irland begannen Amy Hunter und Gaby Lewis. Hunter erreichte 18 Runs und die ihr folgende Orla Prendergast 11 weitere. Nachdem Leah Paul aufs Feld gekommen war, verlor Lewis ihr Wicket nach einem Fifty über 72 Runs.Paul schied nach 22 Runs aus und im letzten Over konnte Alana Dalzell mit dem letzten Ball, nachdem Mady Villiers ein Hattrick erzielt hatte, mit einem Boundary den Sieg sichern. Beste Bowlerin war Mady Villiers mit 3 Wickets für 30 Runs. Als Spielerin des Spiels wurde Aimee Maguire ausgezeichnet.

## Women’s Twenty20 International

### Erstes WTwenty20 in Clontarf
| 14. September Scorecard | Clontarf | England 176 (20)            | – | Irland 109 (18.3) |
|                         |          | England gewinnt mit 67 Runs |   |                   |

Irland gewann den Münzwurf und entschied sich als Feldmannschaft zu beginnen. Für England begannen Bryony Smith und Tammy Beaumont am Schlag. Smith erreichte ein Fifty über 58 Runs und wurde durch Seren Smale ersetzt. Beaumont gelangen 27 Runs und auch Smale schied kurz darauf nach 25 Runs aus. In der Folge formten Georgia Adams und Mady Villiers eine Partnerschaft. Villiers konnte 35 Runs erzielen und Adams 16 Runs. Mit dem letzten Ball des Innings fiel das letzte Wicket und so stelle England dem irischen team eine Vorgabe von 177 Runs. Beste irische Bowlerinnen waren mit je 3 Wickets für 30 Runs Freya Sargent und Aimee Maguire. Irland verlor früh seine Eröffnungs-Batterinnen, bevor Orla Prendergast ins Spiel kam. Als Ava Canning aufs Feld kam, schied Prendergast nach einem Fifty über 52 Runs aus. Canning gelangen 25 Runs, was jedoch nicht ausreichte, um die Vorgabe einzuholen. Beste englische Bowlerin war Charis Pavely mit 3 Wickets für 19 Runs. Als Spielrind es Spiels wurde Bryony Smith ausgezeichnet.

### Zweites WTwenty20 in Clontarf
| 15. September Scorecard | Clontarf | England 169-8 (20)           | – | Irland 170-5 (19.5) |
|                         |          | Irland gewinnt mit 5 Wickets |   |                     |

Irland gewann den Münzwurf und entschied sich als Feldmannschaft zu beginnen. Für England bildeten die Eröffnungs-Batterinnen Bryony Smith und Tammy Beaumont eine Partnerschaft. Smith erreichte 28 Runs und die ihr folgende Seren Smale 10 weitere. Ihr folgte Paige Scholfield und Beaumont verlor ihr Wicket nach 40 Runs. Daraufhin kam Georgia Adams aufs Feld und nachdem Scholfield nach 34 Runs ausgeschieden war, fiel auch das Wicket von Adams nach 23 Runs. Am Ende des Innings stellte England dem irischen Team eine Vorgabe von 170 Runs. Beste irische Bowler waren mit jeweils zwei Wickets Arlene Kelly (für 22 Runs), Orla Prendergast (für 31 Runs) und Aimee Maguire (für 32 Runs). Für Irland formte Eröffnungs-Batterin Gaby Lewis zusammen mit der dritten Schlagfrau Orla Prendergast eine Partnerschaft. Lewis erreichte 38 Runs und wurde gefolgt durch Leah Paul. Prendergast gelang ein Fifty über 80 Runs, bevor Paul die Vorgabe nach 27* Runs einholen konnte. Beste englische Bowlerinnen waren Kate Cross mit 2 Wickets für 29 Runs und Mady Villiers mit 2 Wickets für 31 Runs. Als Spielerin des Spiels wurde Orla Prendergast ausgezeichnet.

## Auszeichnungen

### Player of the Series
Als Player of the Series wurden der folgende Spieler ausgezeichnet.
| Serie | Player of the Series |
| ----- | -------------------- |
| WODI  | Tammy Beaumont       |
| WT20  | Orla Prendergast     |

### Player of the Match
Als Player of the Match wurden die folgenden Spielerinnen ausgezeichnet.
| Spiel   | Player of the Match |
| ------- | ------------------- |
| 1. WODI | Kate Cross          |
| 2. WODI | Tammy Beaumont      |
| 3. WODI | Aimee Maguire       |
| 1. WT20 | Bryony Smith        |
| 2. WT20 | Orla Prendergast    |